# Полосатые сумчатые крысы
Полосатые сумчатые крысы, или сумчатые землеройки (лат. Phascolosorex) — род млекопитающих семейства хищных сумчатых.

## Виды и распространение
В роде полосатых сумчатых крыс выделяют два вида:
- оранжевобрюхая сумчатая крыса (лат. Phascolosorex doriae). Обитает в Индонезии.
- буробрюхая сумчатая крыса (лат. Phascolosorex dorsalis). Обитает в Индонезии и Папуа — Новой Гвинее.

Вполне возможно, что эти два вида являются подвидами, так как различаются они только по окрасу и размерам. Бо́льших размеров достигает оранжевобрюхая сумчатая крыса. Обитают в горах острова Новая Гвинея на высоте до 3000 м. Буробрюхая сумчатая крыса встречается на бо́льших высотах, чем оранжевобрюхая.

## Внешний вид
Внешне похожи на сонь. Имеют небольшие размеры. Длина тела составляет от 13 до 17 см, хвоста — 14—15 см. Голова животного имеет удлинённую форму. Уши короткие и округлые. Хвост чёрного цвета, покрыт редкими чёрными волосами (у основания — достаточно густой мех). Спина обычно серо-бурого или оранжево-бурого цвета (посередине от головы до основания хвоста проходит продольная чёрная полоса), а брюхо — оранжевое или буро-красное.

## Образ жизни
Ведут древесный образ жизни. Являются хищниками. Род относительно плохо изучен.